# Bielorussia ai XVII Giochi olimpici invernali
La Bielorussia partecipò ai XVII Giochi olimpici invernali, svoltisi a Lillehammer, Norvegia, dal 12 al 27 febbraio 1994, con una delegazione di 33 atleti impegnati in sette discipline.